# Жадунька
Жадунька (бел. Жадунька) — река в Белоруссии, протекает по территории Могилёвской области, правый приток реки Беседь. Длина реки — 47 км, площадь водосборного бассейна — 488 км², средний расход воды в устье 2,7 м³/с, средний наклон водной поверхности 0,8 м/км.
В названии реки Жадунька компонент жад- объясняется при сопоставлении с финно-угорским географическим термином жуед, жуод в значении «низинное место в лесу».
Река берёт начало юго-восточнее деревни Жадунька в 12 км к юго-западу от города Климовичи. Верхнее течение проходит по Климовичскому району, среднее и нижнее — по Костюковичскому. Генеральное направление течения — юго-восток.
Течет по юго-восточной части Оршанско-Могилевской равнины. Долина невыразительная, местами корытообразная. Пойма ровная, поросшая луговыми травами и кустарником, местами заболоченная. Русло канализировано в течение 25,1 км (от истока до 1,8 км к юго-востоку от города Костюковичи), ниже извилистое. Ширина реки в среднем течении в межень 5-8 м, в нижнем до 10 м. Берега местами крутые и обрывистые, высотой 0,5-2 м.
Притока — Крупянка, Крупня (оба — левые).
Крупнейший населённый пункт на реке — город Костюковичи. Помимо него Жадунька протекает сёла и деревни Яновка, Высокое, Слобода, Торченка, Красавичи, Рысин, Забычанье, Негино, Красная Слобода, Василёвка, Фёдоровка, Студенец, Липовка
Впадает в Беседь выше села Колодливо.